# Johannes Halben

Johannes Halben (Artikel in der Zeitung Der Tag zu seinem Tod, erschienen am 26. Februar 1902)

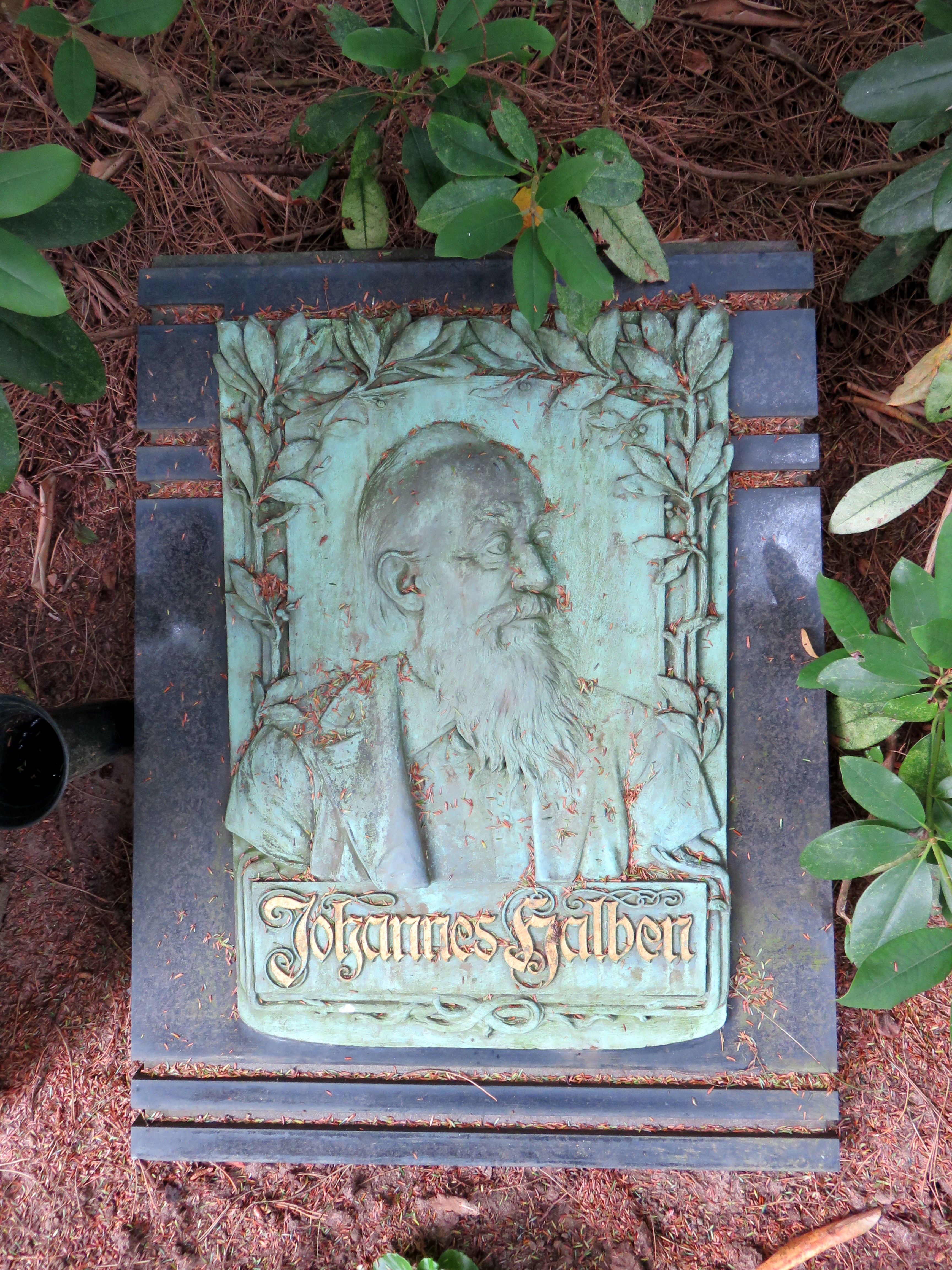
Grabstein Johannes Halben auf dem Friedhof Ohlsdorf. Arbeit von Xaver Arnold (1848–1929)

Johannes Heinrich Friedrich Halben (* 13. März 1829 in Lübeck; † 19. Februar 1902 in Hamburg) war ein Hamburger Lehrer und Mitglied des Reichstages.

## Leben
Halben besuchte die Volksschule in Lübeck und später das Gymnasium und Lehrerseminar in Hamburg. Er war anschließend Leiter einer von ihm 1853 gegründeten privaten Schule. Zusätzlich war Halben als Fachlehrer für Mathematik an einer privaten Lehrerbildungsanstalt tätig. Ab 1872 war Halben hauptberuflich als Oberlehrer an einem staatlichen Lehrerseminar beschäftigt.
Halben wurde 1862 in die Hamburgische Bürgerschaft gewählt, der er als Mitglied der Fraktion der Linken bis 1872 angehörte. Er war ab 1863 Vorsitzender der Fraktion und war zeitweilig stellvertretender Parlamentspräsident. Halben wurde als Kandidat der Deutschen Freisinnigen Partei in der Reichstagswahl 1884 für den Wahlkreis Provinz Schleswig-Holstein 6 (Ottensen/Pinneberg) gewählt. Er gehörte dem Reichstag bis 1887 an. Er war zudem Ausschussmitglied der Allgemeinen Deutschen Lehrerversammlung. Er wurde 1889 Mitglied der Hamburger Freimaurerloge Ferdinand zum Felsen.
Johannes Halben wurde im Bereich der Familiengrabstätte auf dem Ohlsdorfer Friedhof im Planquadrat V 11, 26-32, in der Nebenallee nördlich Kapelle 1 beigesetzt.
Der Halbenkamp in Hamburg-Barmbek-Nord wurde 1968 nach Johannes Halben benannt.
Sein Sohn, der Augenarzt Reinhold Halben, war der uneheliche Vater des Schriftstellers Wolfgang Koeppen.